# Шушковцы
Шушковцы (укр. Шушківці) — село в Лановецкой городской общине Кременецкого района Тернопольской области Украины.
До 2020 года входило в Лановецкий район.
Код КОАТУУ — 6123880905. Население по переписи 2001 года составляло 283 человека.

## Географическое положение
Село Шушковцы находится на безымянном притоке реки Бугловка,
выше по течению примыкает село Белозирка,
ниже по течению на расстоянии в 1 км расположено село Иванковцы.

## История
- 1938 год — дата основания.

## Объекты социальной сферы
- Школа I ст.
- Клуб.
- Фельдшерско-акушерский пункт.